# Isolotto dei Mucchi Bianchi
L'isolotto dei Mucchi Bianchi è un isolotto del mar Tirreno situato all'interno del golfo di Arzachena, nella Sardegna nord-orientale.

Appartiene amministrativamente al comune di Arzachena.